# Jacob Graver
Jacob Graver, född i november 1708 i Nicolai församling i Stockholm, död 19 november 1779, var en svensk affärsidkare. Han har givit namn till Jakobsbergs gård i Bredäng i Stockholm och tätorten Graversfors utanför Norrköping.

## Familj
Johan Jacob Graver föddes i november 1708 och döptes den 12 november 1708. Han hade, när han kom till världen, fem halvsystrar och en halvbror samt fyra helsystrar. Antalet barn i huset utökades 1712 med en flicka. Fadern var den invandrade holländske kryddhandlaren Jacob Graver d. ä. Modern var Johanna Kruger, även hon av holländsk börd. Familjen bodde i Gamla stan. Tidigare hade fadern varit gift med Katarina Meitens som var släkt med porträttmålaren Martin Meytens. Modern Johanna Kruger var dotter till Sophonius Kruger och Amalia Horleman. Den förmögna familjen Kruger bodde på Kungsholmen i den Permanska malmgården. Morfadern var född i Holland och mormoderns föräldrar var av blandad tysk och holländsk härkomst; modern var kusin till Carl Hårleman. När Graver var 21 år gammal dog hans far. Sonen blev, tillsammans med den ena halvsysterns man Isaac Tiquet, ansvarig för familjen under de närmaste kommande åren. Han arbetade redan sedan en tid hos handelsmannen Henrik Steinhausen i Stockholm, sonen till ägarparet på Gusums bruk. År 1738 inkallades Graver till Handelskollegiet, anklagad för att ha idkat handel utan att vara borgare. Under resten av hans liv var Graver ofta inblandad i rättegångar.

## Äktenskap och barn
23 oktober 1740 gifte sig den 32-årige Jacob Graver med 21-åriga Ulrika Petronella Blomberg. Hennes syster Maria Helena hade året innan gift sig med hans jämnårige vän, Carl Niclas Wadström. Paret Wadström flyttade in i ett hus ägt av vinhandlaren och vännen Johan Alnoor, vars svärmor var syster till Gravers mor. Makarna Graver fick tre söner. Jacob Adolph och Johan Ulric, födda 1741 respektive 1742, avled i en "hetsig sjukdom" i april 1760. Ytterligare en son, Henrik Bernard, föddes år 1750. Gravers första hustru avled 44 år gammal; dödsorsaken tros vara vattusot. Begravningen skedde den 16 juni 1763 i Kungsholmens församling. Trettondagsafton 1764 gifte Graver om sig med den yngste sonens guvernant, Maria Magdalena Eurenia, en 34-årig prästdotter. Paret fick en son, Johan Jacob, född 1765, och en dotter, Johanna Maria, född 1767. Graver avled på Rodga säteri den 19 november 1779, och han är även begraven där. Gravstenen i vit marmor bär följande inskription: Inom Denna Borg Äro Begrafne Brukspatron Jacob Grawer Egare till Rodga Malmö Sillsiö och Tängtorp Säterier samt Hult och Näkna Stångjernshamrar. Död på Rodga 1779 den 19 November 72 år gammal. Graven är gemensam med andra hustrun och den man som hon gifte om sig med, Christian Brandt.

## Affärer
Den 22 juni 1742 fick äntligen Graver sitt efterlängtade burskap och blev därmed en accepterad borgare och handelsman i staden. Nu utvecklades goda förbindelser med bruksägarna på Leufsta och Dannemora. På liknande sätt var familjeförbindelserna och andra inflytelserika handelsmän och bankirer i Amsterdam också till stor hjälp för Gravers affärsutveckling.
Graver hade mycket goda affärsförbindelser med den stora och kända handelsfirman Finlay & Jennings. Fram till 1757 skeppades mycket järn från Leufsta, Österby och Dannemora över Stockholms hamn av denna trio handelsmän. De tre samarbetade även i ett försök att bilda en slags järnförsäljningskartell.
Den mångsidige grosshandlaren Jacob Graver missade aldrig en chans att tjäna pengar. När de stora grosshandlarna och affärskollegorna John Jennings och Robert Finlay 1752 föreslog att man borde starta ett garveri, som kunde finansieras med en tredjedel var, dröjde det inte länge förrän Jacob Graver hade skaffat tomtmark. Av fabrikören Christopher Eichhorn och uppbördskommissarien Johan Molin Salomonsson köpte han tomter i kvarteret Asplunden på Kungsholmen, bredvid sin morfars gård, den Permanska gården.

## Garveriversamheten
De tre intressenterna begärde hos Kungl. Majt. särskilt privilegium att för en "engelsk garfverii fabrique" få använda ekbark för vegetabilisk garvning av tjocka oxhudar till sulläder. Den 29 juni 1752 erhölls tillståndet. Av olika kontobeteckningar i den efterlämnade bokföringen kan man förstå att även skinn från katt, får, häst, kalv, ja även skinn från hundar bereddes. En nackdel för rörelsens verksamhet var att garveriet sålde direkt till skomästareskrån, vilket betydde endast några få hudar åt gången. Det innebar ofta försenade betalningar från individuella skomakare.
Under de kommande åren pågick stor byggverksamhet på tomten i den nuvarande parken nedanför det som idag är Landstingshuset och tidigare Garnisonssjukhuset. Garveriverksamheten utvecklades inte på det sätt som intressenterna hoppades på. Det största besväret var att få tag på ekbark för garveriberedningen. Björkbark användes som ersättning, men då protesterade garveriskrået. Då följde en lång serie juridiska processer och överklaganden. Tvisten hamnade så småningom på själva kungens bord och partierna med björkbark som garveriet hade på lager belades med kvarstad. En liknande tvist angående påståendet om dålig kvalitet på sulläder, gick också emot trion Jennings, Finlay och Graver.
Pommerska kriget rasade mellan 1757 och 1762 med katastrofala följder för Sverige och Sveriges ekonomi med bland annat starkt stigande inflation. Förmodligen hoppades garveriägarna på stora vinster från produktionen av militärt sulläder. Trots att efterfrågan var stor, var kvaliteten starkt ifrågasatt av garveriskrået och riksdagen medgav åter från 1761 införsel av konkurrerande utländskt läder. Garveriet avvecklades den 20 februari 1762 och obestyrkta uppgifter påstår att det gått med cirka 100 000 dalers förlust.
Trots förlusterna med garverirörelsen var Graver fortfarande en rik man. Vid sidan av sina järnaffärer verkar det som om han också drev försäkringsverksamhet som ombud för Wadström, och även någon slags bankirverksamhet, med utgivning av reverser till både kunder och familjemedlemmar. Sex procent på lånesumman syns vara den vanligaste räntesatsen.
Man vet inte hur det kom sig att en rik och driftig stockholmare, som Graver utan tvivel var, började tänka på att flytta till Östergötland. Avvecklingen i Stockholm och utflyttningen var förmodligen beroende av flera påverkande faktorer.

## Jakobsbergs gård

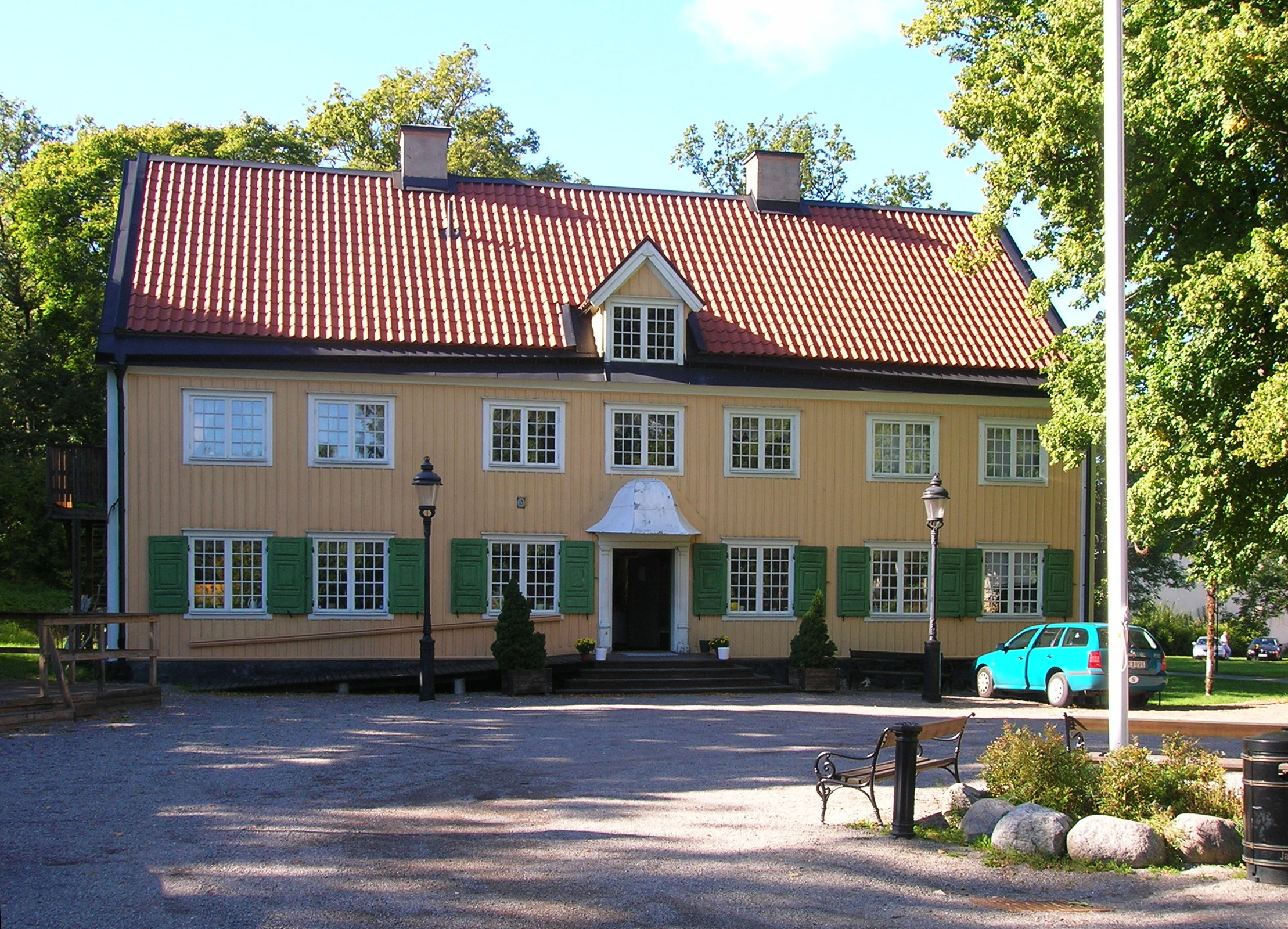
Jakobsbergs gård.

Vid Sätra gård låg vid den tiden torpet Ulvgryte, eller Ålgryte. Ägaren till Sätra gård, generalen Henrik von Brinkman hade dött 1745 och av sonen löjtnanten Edvard von Brinkman kunde troligen Jacob Graver från 1748 utan större svårigheter arrendera torpet. Förmodligen hade svågern Carl Niclas Wadström, nybliven häradshövding, med sin erfarenhet av dåtidens fastighetsmäklare, haft ett finger med i uppgörelsen av arrendet. Wadström hyrde från samma år det då förfallna godset Årsta och medverkade senare till utbyggnaden av Hägerstens gård. Tillbyggnaden av corps de logi med en övervåning genomfördes förmodligen efter muntlig överenskommelse med von Brinkman. Det ombyggda torpet döptes därefter om till Jacobsberg. Det lär ha stått färdigt 1749.
I det idylliska Jacobsberg, som alltid kallades för ”torpet” inom familjen Graver, tillbringades många glada stunder i sällskap av släkt samt goda och vittra vänner. Den i Rodgas arkiv funna poesiboken vittnar om namnsdagsfester, födelsedagskalas och andra begivenheter som sträcker sig över årets alla dagar. Bland hyllningsdikter och skålande verser finns även några korta teaterpjäser. Personer som grosshandlaren Nils Hasselgren, hans hustru Elisabeth, magistern Johan Mikael Fant, Carl Torpadius, läkaren Johan Gustav Hallman, diplomaten Henric Brandel och Olof von Dahlin var några av gästerna på Jacobsberg. I samlingen fanns minst två nära vänner till Carl Mikael Bellman, nämligen Carl Israel Hallman och Nils Hasselgren.

## Graverska huset

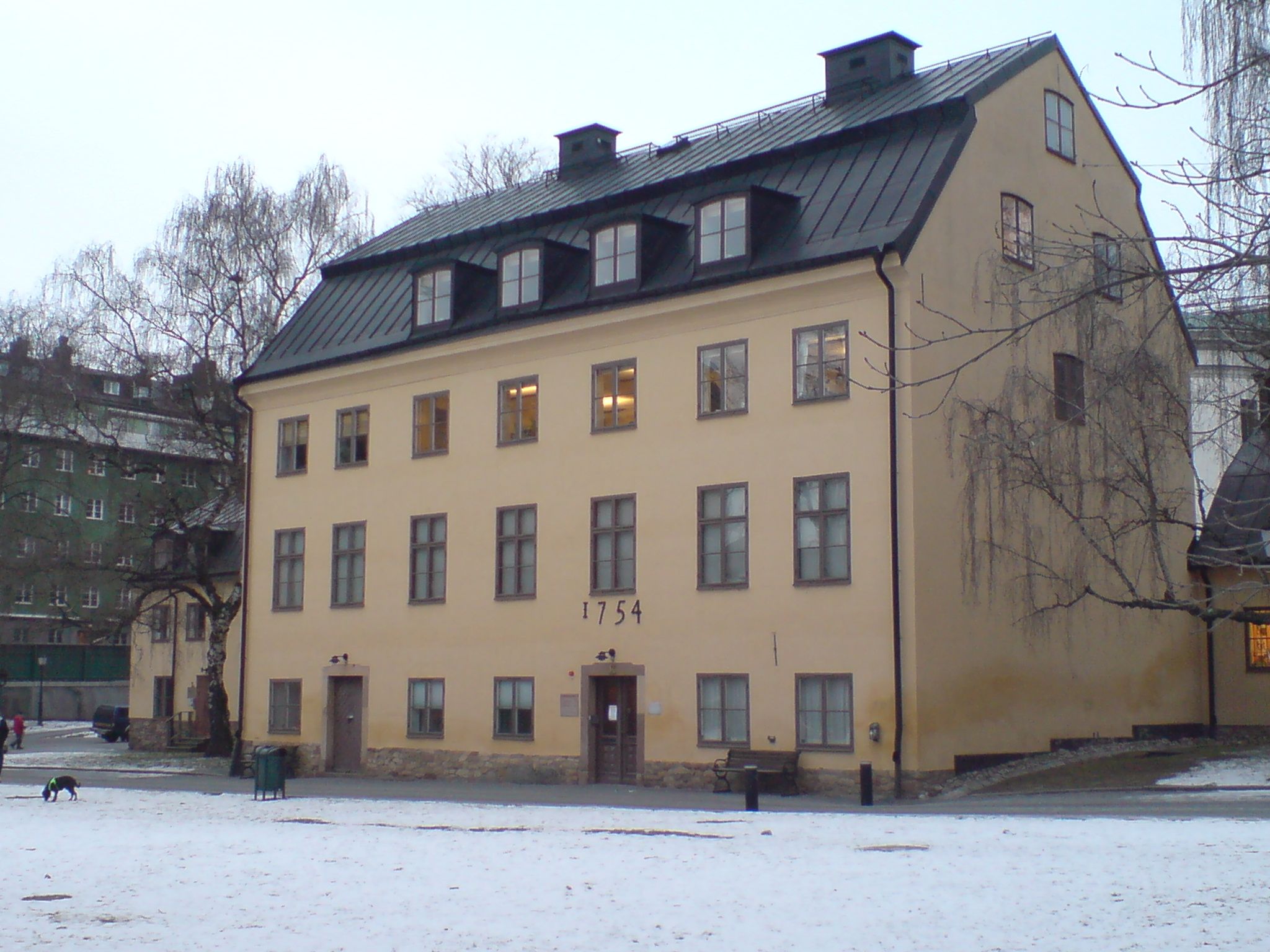
Graverska huset, byggt 1754, används numera som kontor av Stockholms läns landsting

Graverska huset har årtalet 1754 över porten, men var inte färdiginrett förrän 1755. Garvaren Jacob Graver hade hushåll på fastigheten med 18 personer, men verkar ännu år 1755 inte ha flyttat dit med den egna familjen. Nuvarande ägaren, Stockholms läns landsting, har under år 2000 pietetsfullt renoverat första våningen av huset. På väggarna i stora salen finns landskapsmålningar som föreställer strängt tuktade parklandskap med terrasser, trappor och spatserande rokokoherrskap och är utförda av Lars Gottman efter förlagor av J. Lejoue.
Jacob Graver var mantalsskriven på Kungsholmen med ett hushåll på 15 personer år 1760. Från poesiboken vet man att familjen alternerade mellan sina båda boställen. Mycket av tiden bodde man på Jacobsberg. Med tanken på stanken från ett garveri, är det lätt att förstå att familjen föredrog Jacobsbergs friskare luft, åtminstone på sommaren. (Läs mer om garverierna på Kungsholmen i Per Anders Fogelströms Vävarnas barn)

## Flytten till Östergötland
Firman Finlay & Jennings hade börjat köpa järnbruk efter järnbruk i både Sverige och Finland. Den yngre men mer erfarne John Jennings insåg snabbt faran med denna växande skuldsättning, samtidigt som hans partner hade skaffat sig ett rykte om att vara oförsiktig med pengar. Partnerskapet upplöstes därför i vänskapliga former den 20 juli 1762. Andra – visserligen mera spekulativa skäl – kan ha spelat in i flyttningstankarna. Jacob Graver var en ivrig ”hatt” men kanske anade han att "mössorna" var på frammarsch och att deras tid vid makten nalkades. Mycket riktigt drev ”mössorna” fram en räfst mot växlingskontorets intressenter, som anklagades för att ha drivit upp kursen för egen vinning. Rika grosshandlare som Gustav Kierman hamnade på Marstrands fästning och andra ”pampar” som Claes Grill, Jean Henri Lefbure och Herman Petersen fick betala enorma bötesbelopp. Hur Graver kom undan är en gåta, men anledningen kan vara att hade flyttat till Östergötland och inte kunde ses vara direkt involverad. Privata skäl kan också ha vägt tungt vid övervägandet om en flyttning. Hustrun Ulrika Petronella var sjuklig. En överflyttning av hennes sjukbädd till Rodga skulle ha inneburit ett kortare avstånd till systern, Carl Niklas Wadströms hustru, Maria.
Gravers utflyttning till Östergötland var inget förhastat beslut. Han besökte Rodga och bekostade nummertavlan i Simonstorps kyrka i maj 1762. Lägg märke till att dateringen är före Jennings – Finlays separering i juni. Efter principförhandlingar om Rodga med Carl Niklas Wadström och ägaren Baron Hamilton under 1762, köpte Graver hela egendomskomplexet för 1 185 000 daler kopparmynt. Köpehandlingen är daterad den 20 januari 1763 och finns ännu bevarad på Björnsnäs säteri utanför Norrköping. I och med köpet blir han ägare både till Rodga och Hults bruk. I köpebrevet står det så här:
Cattunsfabriken Rodga med 18 vävstolar, såg och mjölkvarn samt Hults Bruk bestående av .. en ämneshammare med 500 skeppunds smide, en plåthammare med 200 d:o stångjärnssmide, ellofwa stycken kniphamrar, samt en qwarn. I köpte ingick också Berustade säteriet Sillesio, Näkna masugn och Stens Stångjärnshammare med därtill hörande Grufwor. Köpeskillingen uppgick till Ellofwa hundrade åttatijo fem tusen daler kopparmynt.
Jacob Graver kom hem till en fest på Jacobsberg den 2 februari 1763 efter att ha skriftligt genomfört köpet. Elva dagar senare sålde han sitt älskade Jacobsberg för en obekant summa till sina goda vänner Nils och Elisabeth Hasselgren. Husen stod förmodligen vid tiden för försäljningen på ofri grund, varför ägaren till Sätra gård år 1766 genomförde avstyckningen och arrenderade ut tomtmarken till paret Hasselgren.
Beträffande garverifabriken på Kungsholmen angav Graver vid bouppteckning efter sin hustru, att "thetta wärk nu mera är nedlagt och arbetet uphört, så at allena husen äro at concidereda"
När jag wäl på ödet hämnas

När dessa tysta kullar lemnas

Af en så kier och redig wän.

– mina tankar sällskap giöra

och daglig mig till minnes föra

den stund I kommer hit igen.

En resa snar ock lycklig blefwe,

Det nöije Eder himlen gifwe

Som aldrig nånsin wexlar om

När Rodga Er som Herre kienner

Så tänk ibland uppå de wänner

Som efter Er på Torpet kom.
Dessa strofer deklamerade Nils (Niclas) Hasselgren, nytillträdde ägaren till Jacobsberg gård, för godsägaren Johan Jacob Graver när denne den 2 juni 1763 passerade gården i Brännkyrka socken på väg till sitt nyss inköpta Rodga i Östergötland.